# Меня зовут Троица
«Меня зовут Троица» (итал. Lo chiamavano Trinità, в американском прокате англ. They Call Me Trinity) — комедийный вестерн 1970 года.

## Сюжет
Безработный бродяга-оборванец по прозвищу Троица (англ. Trinity) обладает уникальной способностью — очень быстро и очень метко стрелять из револьвера. За это его называют «Правой рукой дьявола». У Троицы есть единоутробный брат — крепыш Бамбино, по прозвищу «Левая рука дьявола». Отцы у них были разные, потому что их мать — проститутка и содержательница публичного дома. 
Волею судьбы подавшийся в Калифорнию конокрад Бамбино вынужден выдавать себя за ограбленного и раненого им шерифа небольшого городка на Диком Западе, и случайно оказавшийся там Троица нехотя устраивается к нему помощником. Всеми делами в этом захолустье заправляет крупный торговец лошадьми и, по совместительству, мэр Харриман, стремящийся выжить из соседней долины некстати поселившихся там мирных скотоводов-мормонов. Но на пути у него неожиданно встают шериф и его помощник, беспардонно мешающие ему обделывать грязные делишки. 
Разъяренный неожиданным сопротивлением Харриман берёт в союзники банду мексиканца Мескаля, но самозванные представители закона встают на защиту беспомощных поселенцев, не столько из уважения к закону, сколько из любви к двум симпатичным мормонским девушкам Саре и Джудит. Более практичный Бамбино, пользуясь случаем, планирует также завладеть обещанным в награду мексиканцу табуном лошадей Харримана. Используя свои военные навыки и обучив робких и забитых святош кое-каким приёмам самообороны, благородные жулики одерживают победу над местными бандитами в неравной драке. Чтобы затем поспешно скрыться из-за возвращения в город разыскивающего их самих настоящего представителя закона…

## В ролях
- Теренс Хилл — Троица
- Бад Спенсер — Бамбино
- Фарли Грейнджер — мэр Харриман
- Дэн Стёрки — мормон Тобиас
- Жизела Хан — Сара
- Елена Педемонте — Джудит
- Штеффен Закариас — Джонатан
- Ремо Капитани — Мескаль
- Уго Сассо — настоящий шериф

## Факты
- В титрах фильма указан псевдоним режиссёра Энцо Барбони — E.B.Clucher.
- Фильм является пародией как на традиционные американские фильмы жанра вестерн, так и на итальянские спагетти-вестерны.
- Сцена массовой драки в салуне и некоторые другие сцены были воспроизведены в советском комедийном вестерне Человек с бульвара Капуцинов[1][2].
- Музыкальную тему из фильма использовал Квентин Тарантино в финале «Джанго освобождённый»